# Pech (verkeer)

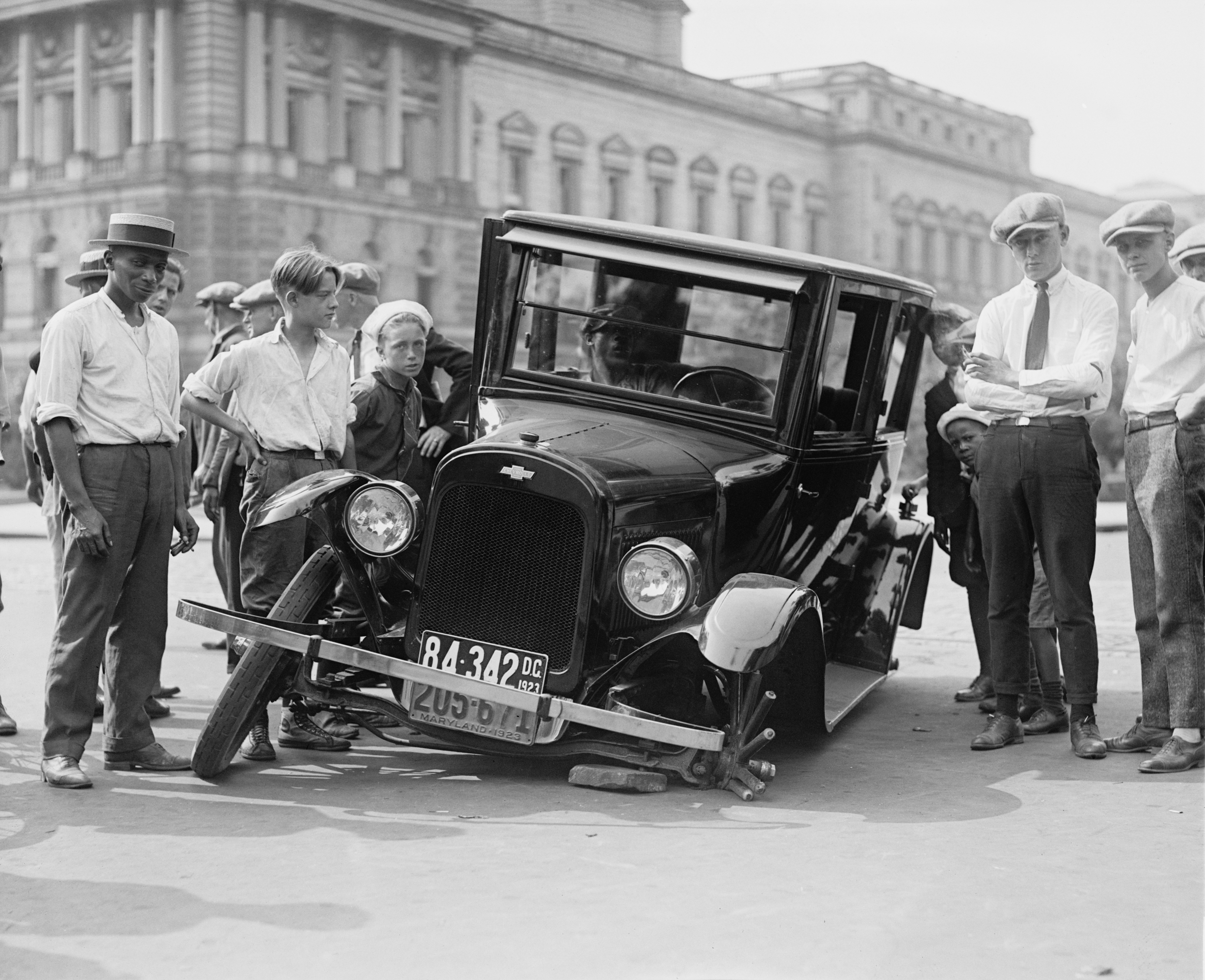
Kapotte Chevrolet 490 in 1923

Pech in het verkeer is een oponthoud door mankementen aan een motorvoertuig. Men spreekt ook wel van autopech of panne. Meestal verstaat men onder pech een situatie waarin men tijdens een rit het motorvoertuig tot stilstand moet brengen omdat het onmogelijk of gevaarlijk is om verder te rijden.

## Voorbeelden
Voorbeelden van pech zijn:
- Lege brandstoftank
- Lege accu
- Lekke band
- Slippende V-snaar
- Oververhitting van de motor
- Te laag oliepeil
- Beschadiging, bijvoorbeeld door vandalisme of een botsing
- Mankementen door achterstallig onderhoud

In veel gevallen is achterstallig onderhoud een oorzaak van pech, doordat bestuurders geen kosten willen maken of geen tijd hebben om een afspraak met een garage te maken. Hierdoor kan een klein mankement escaleren tot een groot mankement, waardoor gevaarlijke situaties of zware schade aan het voertuig kunnen ontstaan.

## Absolute autopech
Pech kan volledig of absoluut zijn in de zin dat het niet meer mogelijk is om verder te rijden. Dit is het geval met een lege benzinetank, een lege accu, en bepaalde beschadigingen. De bestuurder zal doorgaans niet meer op eigen kracht een garage kunnen bereiken en zal om hulp moeten vragen. Veelal betekent dit dat de wegenwacht moet worden opgeroepen, die een monteur kan sturen om het gebrek (tijdelijk) te verhelpen, al is het maar om het mogelijk te maken dat de bestuurder naar een reparateur kan rijden. In het uiterste geval moet de auto weggesleept worden.

## Relatieve autopech
Pech kan ook onvolledig zijn, in de zin dat het voertuig nog wel kan rijden, maar dat dit gevaarlijk of zeer slecht voor het voertuig is. Wie bijvoorbeeld doorrijdt terwijl het oliepeil te laag is loopt grote kans op ernstige schade aan de motor, omdat de metalen onderdelen zonder smeermiddel langs elkaar bewegen. Ook een onbekend geluid in de motor is reden om direct of zo snel mogelijk te stoppen. Lichtjes op het dashboard kunnen de bestuurder ook waarschuwen voor bepaalde gebreken zoals te laag oliepeil, zodat de bestuurder zelf tijdig maatregelen kan nemen.
Vaak kan men, indien dit niet te ver is, in dergelijke gevallen nog wel voorzichtig naar de eerstvolgende garage rijden. Strikt juridisch gesproken is zelfs dat overigens meestal niet toegestaan. Een gebrek aan een voertuig betekent namelijk dat er automatisch niet meer mee gereden mag worden.

## Hulpverlening
Om zo snel mogelijk weer op weg geholpen te worden kan men zich abonneren op hulpverlening. Men betaalt daar een vast bedrag per jaar voor. Voorbeelden van aanbieders van hulpverlening zijn onder andere Allianz Global Assistance en ANWB in Nederland, of Touring en VAB in Vlaanderen.

## Gerelateerde onderwerpen
- Pechhulpverleningsdienst
- Gevarendriehoek
- Vluchtstrook
- Wegenwacht
- Bergingsvoertuig